# Melanargia carolina
Melanargia carolina är en fjärilsart som beskrevs av Weber 1964. Melanargia carolina ingår i släktet Melanargia och familjen praktfjärilar. Inga underarter finns listade i Catalogue of Life.